# 松平家忠
松平 家忠（まつだいら いえただ）は、戦国時代から安土桃山時代にかけての武将・大名。徳川氏の家臣。深溝松平家4代当主。
彼の記した日記（『家忠日記』）は、戦国武将の生活や当時の有力大名を知る上で貴重な史料となっている。

## 生涯
弘治元年（1555年）、深溝松平家3代当主・松平伊忠と鵜殿長持の娘の長男として、深溝松平家の居城である三河国額田郡の深溝城で誕生。家忠が元服した頃の深溝松平家は、本家である徳川家康に服属し、家康に東三河の支配を任されていた酒井忠次（吉田城代）の指揮下にあった。天正3年（1575年）5月の長篠の戦いには父と共に従軍、酒井忠次率いる鳶巣山攻撃軍に加わったが、ここで父が戦死したために数え21歳で家督を引き継いだ。なお、時期は不明ながら天正初年ころに刈谷城主水野信元の弟・忠分の次女を室に迎えている。
その後、家忠は各地の合戦に従軍するが、合戦そのものよりも浜松城・牧野城（諏訪原城）・新城城・横須賀城、また高天神城攻めの付城（前線基地）などの城郭の普請や補修などに従事しており、土木に技能を持っていたことがうかがえる。これは当時の領国にあった広田川が頻繁に氾濫し、その復旧を行う記述が『家忠日記』にあることから、その際に培われたものと考えられる。
天正18年（1590年）、家康が関東に移封されると、武蔵国埼玉郡に1万石を与えられ、忍城を本拠とした。本来忍は家康の四男・松平忠吉が10万石で与えられたものだが、忠吉はまだ幼少のため、彼が成人するまでは家忠が預ったものである。その後、忠吉が正式に城主になると改めて下総国小見川に移封され、上代城（同市櫻井）を本拠とした。通称は又八（郎）であったが、天正20年（1592年）頃からは主殿助を名乗っている。

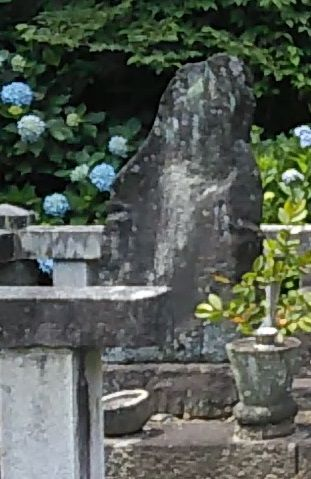
松平家忠の墓(幸田町本光寺)

慶長5年（1600年）、家康の命で鳥居元忠、内藤家長らと共に伏見城の守備に残り、石田三成ら西軍の挙兵を誘った。そして目論見どおりに三成は挙兵したが、家忠らは関ヶ原の戦いの前哨戦である伏見城の戦いで戦死し、城は落ちた。享年46。

## 家忠日記
家忠は自身の日記である『家忠日記』（いえただにっき）の著者としても知られる。これは天正3年（1575年）から文禄3年（1594年）10月までの17年間、その日に何が起こったかを簡潔に書き綴った日記である。原本は家忠の嫡孫で江戸時代初期の深溝松平家の当主・松平忠房が修補したものが保管され、現存する。
内容は天候や季節の淡々とした日常的なことから、戦などの政治情勢・外交に関する記述も多くある。出来事や天候に対する自らの感想・寸評などほとんど書いていないが、能を鑑賞したり連歌や茶の湯を楽しんだとの記述があり、家忠の文化人としての性格も示している。ただし、家康の妻子（築山殿と松平信康）の死については、信康追放以降は触れていない。
織田政権から豊臣政権へと変遷する当時の情勢において、家康は東国に五カ国を領有し独自の勢力を築いていた立場にあり、『家忠日記』の記述は家康を中心に戦国・安土桃山期の政治情勢を知るほか、甲斐武田氏や相模後北条氏など徳川氏と外交・敵対関係にあった大名家の動向を知る史料として注目されている。また、日常的記述の部分も当該期の武家や大名たちの状態、日常生活や習慣を知る史料として注目されている。例えば織田信長の家臣で黒人の弥助について、甲州征伐の帰国途上に目撃し「名は弥助、身の丈六尺二分、黒人男性、身はすみのごとく」などと記しているため、黒人であることの裏付けが取れ、また、弥助の身長がわかる。そして天正8年6月15日（1580年）に皆既月食が発生したことも記されており、家忠だけではなく徳川家康も月食を観測した可能性が指摘されている。
なお、将棋の現存最古の局面図が日記に登場している。ただ局面が描かれているだけで家忠が指したかどうかは定かでないが、増川宏一によれば対局者は相当弱い棋力であり、実力は級位者程度であろうという。
なお原本の内容と明治30年（1897年）に出た史誌業書本及びそれをもとにした本の内容は相違があると東京大学の岩沢愿彦は指摘している。

## 参考資料
- 盛本昌広『松平家忠日記』角川選書、1999年。ISBN 4-04-703304-9。
  - 増補版『家康家臣の戦と日常　松平家忠日記をよむ』角川ソフィア文庫、2022年
- 家忠日記研究グループ「『家忠日記』人名索引」『駒澤史学』第54号、1999年、1-62頁、NAID 110007002392。